# 革新党
革新党（かくしんとう）は、昭和初期（1927年6月3日 - 1932年7月25日）に存在した政党。
1925年5月10日、革新倶楽部は立憲政友会と合同（正式な合同は14日）したが、この合同に反対した尾崎行雄・清瀬一郎ら左派系は政友会への加入を拒否して一旦無所属となる。その後、30日に小政党・中正倶楽部とともに院内会派である新正倶楽部を結成した。
だが、左派系の中でも足並みが揃っていた訳ではなく、昭和に入った1927年に尾崎らと決別した関直彦・清瀬一郎・大竹貫一らは新党結成を模索、同年6月3日に革新党が結成された。
選挙粛正のための公営選挙導入を支持するなど、急進的な政治改革論を唱えていたが、議員数は数名に留まった。1932年安達謙蔵の協力内閣運動に呼応して7月25日解散して安達の新党である国民同盟に合流した。